# اوتانمكي
اوتانمكي هي قرية في جنوب غرب كاياني، فنلندا. تقع اوتانمكي في فيواليجوكي ضمن حدود بلدية مدينة كاياني.
وصاحب مصنع خطوط السكك الحديدية ترانستك أوي لديه مصنع في اوتانمكي، والذي أنتج العديد من عربات السكك الحديدية

## وصلات خارجية
- Transtech Oy